# Швыдкая, Оксана Сергеевна
Оксана Сергеевна Швыдкая (род. 26 сентября 2004, Ижевск) — российская волейболистка, центральная блокирующая. Игрок волейбольного клуба российской Суперлиги Уралочка-НТМК (с 2021 года).

## Биография
Родилась 26 сентября 2004 года в Ижевске, Республика Удмуртия. Мама — Евгения Швыдкая (Котельникова) в 1989 году становилась чемпионкой мира среди девушек, выступая за юниорскую сборную СССР. И мама, и Оксана начинали тренироваться у заслуженного тренера России Галины Удаловой.
В 2018 году стала игроком российского клуба «Уралочка-2», с 2021 года в составе клуба Российской Суперлиги Уралочка-НТМК.
Чемпионка и обладательница кубка России среди молодёжных команд в составе «Уралочки-2» в 2019 году. Двукратный серебряный призёр чемпионата России Лиги А 2021 и 2022 года.

### Клубная карьера
- с 2018 —  «Уралочка-2» (Свердловская область)
- с 2021 —  «Уралочка-НТМК» (Свердловская область) — суперлига.

### Сборная
В 2018 году стала чемпионкой мира в составе сборной России среди игроков до 18 лет.